# Рэмси, Лаура
Лаура Рэмси (род. 14 ноября 1982) — американская актриса. Она снялась в таких фильмах, как «Она — мужчина» (2006), «Руины» (2008), «Ирландец» (2010).

## Биография
Лаура Рэмси родилась 14 ноября 1982 года в Брандоне, штат Висконсин, США.
Лаура начала работать официанткой в Лос-Анджелесе, когда её заметили и пригласили на прослушивание. Свою карьеру она начала в сериале The Days, затем её пригласили сниматься в фильме Короли Догтауна.
Снимается в главной роли в сериале «Взгляд в прошлое».

## Фильмография
| Год  |   | Русское название     | Оригинальное название | Роль           |
| ---- | - | -------------------- | --------------------- | -------------- |
| 2004 | с |                      | The Days              | Натали         |
| 2005 | ф | Короли Догтауна      | Lords of Dogtown      | Габриэль       |
| 2005 | ф | Жестокий мир         | Cruel World           | Дженни         |
| 2005 | ф | Болото               | Venom                 | Рейчел         |
| 2006 | ф | Она — мужчина        | She's the Man         | Оливия Леннокс |
| 2006 | ф | Сделка с дьяволом    | The Covenant          | Сара Уэнэм     |
| 2007 | ф | Всё, чего хочет Лола | Whatever Lola Wants   | Лола           |
| 2008 | ф | Руины                | The Ruins             | Стейси         |
| 2009 | ф | Посредники           | Middle Men            | Эдри           |
| 2009 | ф | Психоаналитик        | Shrink                | Кира           |
| 2010 | ф | Ирландец             | Kill the Irishman     | Элли О'Хара    |
| 2010 | с | Мое поколение        | My Generation         | София          |
| 2011 | ф | Павшая империя       | Hirokin               | Мэрин          |
| 2012 | ф | Никто не выжил       | No One Lives          | Бетти          |
| 2013 | ф | Шестой пистолет      | The Sixth Gun         | Бекки Монкриф  |
| 2013 | ф | Ты здесь             | Are You Here          | Энджела        |
| 2014 | с | Белый воротничок     | White Collar          | Эми Харрис     |
| 2015 | с | Взгляд в прошлое     | Hindsight             | Бекка Брэди    |